# Adolph Hermiersch
Adolph Hermiersch (* 4. April 1827 in Sucho-Danietz, Oberschlesien; † 17. Dezember 1903 ebenda) war ein deutscher katholischer Pfarrer und Politiker.

## Leben
Hermiersch studierte an der Universität Breslau katholische Theologie. In dieser Zeit wurde er 1852 Mitglied des Corps Silesia Breslau. Nach Abschluss des Studiums wurde er am 30. Juli 1857 zum Priester geweiht. Danach war er zunächst Kaplan in Proskau. Im Januar 1865 wurde er Pfarrer und später Erzpriester in Lubetzko bei Lublinitz, wo er bis 1885 tätig blieb. Danach scheint er in seinem Geburtsort gelebt zu haben. Neben der Seelsorge engagierte sich Hermiersch in der Politik. 1879 und 1882  wurde er in das Preußische Abgeordnetenhaus gewählt.  1885 schied er aus.